# Schönfeld (Wüstung)
Schönfeld war ein Dorf im Gebiet der Colbitz-Letzlinger Heide in Sachsen-Anhalt. Der Ort gilt bereits seit der Zeit des Mittelalters als wüst.
Bis in die Neuzeit blieb jedoch ein Brunnen erhalten. Die Bewohner des ca. 2,5 km nordöstlich gelegenen Dorfes Salchau holten noch im 19. Jahrhundert in Fällen von Wasserknappheit ihr Wasser aus dem Schönfelder Brunnen.
Mit der Anlegung eines Truppenübungsplatzes ab dem Jahr 1936, wurde auch Salchau zur Wüstung. Auch das Gebiet der ehemaligen Dorfstelle Schönfeld wurde Teil des Übungsplatzes.